# Don Pasquale
Don Pasquale (título original en italiano; en español, Don Pascual) es una ópera bufa en tres actos con música de Gaetano Donizetti y libreto en italiano de G. Ruffini y el propio compositor, adaptado del texto de la ópera italiana Ser Marco Antonio, escrito por Angelo Anelli para Ser Marcantonio (1810) de Stefano Pavesi. Don Pasquale se estrenó en el Teatro de los Italianos de París el 3 de enero de 1843.
Fue compuesta cuando Donizetti acababa de ser nombrado director musical de la corte del emperador Fernando I de Austria, y Don Pasquale fue su ópera número 64 de las 66 que compuso.
La ópera, en la tradición de la ópera bufa, está inspirada en la Comedia del arte y los personajes de la pieza hacen eco directamente a los generalmente presentados en este tipo de comedia. Así, Don Pasquale se compara a Pantaleón, Ernesto al enamorado Pierrot, Malatesta al listo Scapino, en tanto que Norina representa a Colombina. El falso Notario tiene eco de una larga línea de falsos funcionarios como recurso operístico. Aquí el doctor Malatesta que sería como uno de los sirvientes de la Comedia, a veces estúpidos y otras astutos o insolentes, representa el papel de intermediario, como en El barbero de Sevilla de Rossini lo había sido Fígaro (representante, también, de una nueva clase social y de hombre nuevo).

## Historia de las interpretaciones
En el otoño de 1842, Donizetti, después de una breve estancia en Nápoles, regresó a París donde debía supervisar las repeticiones de Linda de Chamounix en el Théâtre-Italien al tiempo que trabajaba sobre el proyecto de una nueva ópera para Viena, La Regina di Cipro (La Reina de Chipre) según un libreto de Giacomo Sacchèro, que se convertiría en Caterina Cornaro. Donizetti había llegado ya a la cumbre de la celebridad, pues ya había compuesto sus óperas más famosas, entre ellas Ana Bolena, El elixir de amor, Lucía de Lammermoor, La favorita y La hija del regimiento.
El nuevo director, el crítico Jules Janin le propuso componer una ópera bufa para la cual podría contar con una pléyade de cantantes de primer orden: Giulia Grisi, el tenor Mario, Antonio Tamburini y Luigi Lablache. Donizetti aceptó el encargo y eligió trabajar sobre el viejo libreto de Angelo Anelli para la ópera Ser Marcantonio de Stefano Pavesi, estrenada en Milán en 1810, muy popular en los años que siguieron a su creación. Giovanni Ruffini, uno de los cuatro hermanos patriotas italianos, entonces refugiado en París, se encargó de proceder a las adaptaciones necesarias, pero el propio Donizetti, así como los cantantes durante las repeticiones, le demandaron tales modificaciones que al final se marchó y exigió que su nombre no apareciera en el cartel del estreno.
La historia dice que la ópera se compuso en sólo once días, pero es probable que en este período se haya compuesto "sólo" las líneas vocales y que la orquestación procediera de otra época. El compositor utilizó fragmentos de música escrita previamente para otros : Gianni di Parigi, El elixir de amor, L'Ange de Nisida (convertido en La favorita). Dirigía él mismo los ensayos. Se desarrollaron al parecer en una atmósfera glacial, a la orquesta le gustaba poco la partitura. Se dice que al final de un ensayo, Donizetti había exigido al editor Dormoy que le acompañase; buscó entre sus papeles y acabó entregándole una tarjeta que le tendió diciendo: «Aquí, dale esto a Mario, y le dices que cante la última escena, en el jardín, como serenata a Norina.»
Don Pasquale, que se convirtió en una de las últimas composiciones del autor, fue estrenada con gran éxito en el Teatro de los Italianos de París en 3 de enero de 1843. El estreno fue literalmente triunfante, lo que no impidió que la acogida de la crítica fuera tibia.
La ópera comenzó una brillante carrera por todos los teatros del mundo; en La Scala, Milán el 17 de abril de 1843, la primera representación en Italia, con Achille de' Bassani en el papel de Malatesta. El mismo año se estrenó en Viena, en Londres (29 de junio de 1843, Her Majesty's Theatre) y Bruselas. En Alemania se estrenó al año siguiente. El estreno en España se produjo en el Teatro de la Cruz de Madrid el 4 de enero de 1845. En los EE. UU. se estrenó en Nueva York el 9 de marzo de 1846, donde Enrico Caruso, Tito Schipa o Leonid Sobinov cantarían Ernesto, Marcella Sembrich, Lucrezia Bori o Rosina Storchio interpretaron Norina, Antonio Scotti, Giuseppe de Luca o Victor Maurel en Malatesta. La primera representación australiana fue en Sídney el 12 de octubre de 1854 en el Royal Victoria Theatre.

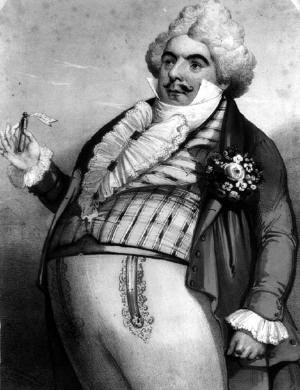
Luigi Lablache como Don Pasquale

Don Pasquale forma parte de las obras de Donizetti que nunca abandonó el repertorio, incluso durante el eclipse que sufrió la obra del compositor a partir de los años 1860 y justo hasta los años 1960. Sigue siendo una de las óperas más populares; en las estadísticas de Operabase aparece la n.º 42 de las cien óperas más representadas en el período 2005-2010, siendo la 23.ª en italiano y la tercera de Donizetti, después de El elixir de amor y Lucía de Lammermoor.

## Personajes
| Rol                                                    | Tesitura          | Elenco del estreno, 3 de enero de 1843 (Director de orquesta: – ) |
| ------------------------------------------------------ | ----------------- | ----------------------------------------------------------------- |
| Don Pasquale, anciano rico y solterón                  | bajo buffo        | Luigi Lablache                                                    |
| Dr Malatesta, médico y amigo de Don Pasquale y Ernesto | barítono lírico   | Antonio Tamburini                                                 |
| Ernesto, sobrino de Don Pasquale                       | tenore di grazia  | Giovanni Mario                                                    |
| Norina, joven viuda, enamorada de Ernesto              | soprano soubrette | Giulia Grisi                                                      |
| Notario, Carlo, primo de Malatesta                     | bajo              | Federico Lablache                                                 |
| Sirvientes                                             |                   |                                                                   |

## Argumento
La acción se sitúa en Roma, a comienzos del siglo XIX.

### Acto I
Escenas 1–3: una habitación en la casa de Don Pasquale, a las nueve en punto
Don Pasquale es un anciano rico. Ansiosamente espera la llegada de su médico, el doctor Malatesta, para describir la novia que ha elegido para su sobrino Ernesto. Este se niega a casarse con una rica y noble dama como desea su tío porque está enamorado de Norina, una viuda joven y simpática, pero de condición humilde. El tío decide desheredarlo, casándose él mismo, y a tal efecto ha pedido al doctor Malatesta que le consiga una esposa adecuada. Pero este, amigo de Ernesto, urde un plan para ayudar a los dos jóvenes. Malatesta, enfrentado a la impaciencia de Pasquale, farfulla que es un bufón, pero procede a describir los atributos de la futura novia (Cav.: Bella siccome un angelo – "Bella como un ángel"). Honesta, modesta y dulce, cuando se ve presionado, Malatesta revela que ella es, de hecho, su hermana. Por tanto, el doctor propone a Don Pasquale que se case con su hermana Sofronia, doncella bella y pura, recién salida del convento. Don Pasquale acepta de buena gana. Sobrepasado de alegría, Pasquale exige conocerla, y envía a Malatesta a buscarla, antes de cantar del amor que se ha apoderado de él (Cav.: Ah, un foco insolito – "Ah, un fuego inesperado").
Antes de ser llamado, entra Ernesto, y Pasquale reitera sus exigencias: si él se casa con la dama que ha elegido, recibirá una generosa dote; si lo rechaza, será desheredado. Ernesto declara su devoción por Norina y rechazala propuesta de su tío.  Don Pasquale decide casarse él mismo, pues está "viejo pero bien conservado". Ernesto le ruega a su tío que consulte a su amigo Malatesta, pero se queda sorprendido cuando oye que Malatesta supuestamente apoya a Pasquale (D.: Sogno soave e casto - "Sueño delicado y casto"; Cab.: Ah! Mi fa il destino mendico - "¡Ah! El destino me hace mendigo").
Escenas 4–5: un apartamento en la casa de Norina
En su casa Norina está sentada a solas, leyendo un libro. Recita unas palabras sobre el amor que le parecen cursis y de las que se burla destacando su actitud alegre y caprichosa ante la vida (Cav.: Quel guardo il cavaliere - "Aquella mirada al caballero"; Cab.: So anch'io la virtù magica – "También conozco la mágica virtud"). Esta cavatina es un momento destacado del primer acto; en ella se presenta Norina y anuncia de qué será capaz; la cabaletta posterior es de carácter contrastante, más rítmica y movida, y con ello muestra las dos caras del personaje. La cavatina Quel guardo del primer acto de Norina exige una técnica excepcional: largos fraseos, adornos y florituras, agudos arriesgados y numerosos cambios de registro. Ella, lo mismo que Pasquale antes, está impaciente esperando al doctor Malatesta. Un criado le entrega una carta y ante la llegada del doctor Malatesta le pide que la lea. En ella Ernesto le cuenta cómo su tío lo ha echado de su casa y que por tanto sus planes de boda están en peligro.
Malatesta llega para explicarle el plan que ha urdido, pero Norina le corta y le entrega la carta, que él lee en alto: Ernesto ha anunciado su intención de abandonar Roma, y Europa. Malatesta le asegura que ha adaptado su plan. Si Don Pasquale pretende casarse con la hermana de Malatesta, entonces Norina personificará a Sofronia, muy diferente a lo que ella es en realidad, debe hacerse la tonta, ser simple y tímida; de esta forma podrán organizar un matrimonio falso y después de la boda conducir a la desesperación a Don Pasquale. Habiendo organizado que su primo actúe como notario, ellos fácilmente engañarán a Pasquale. Norina consiente en interpretar su papel en el engaño, y ellos discuten sus estrategias en un vivo dúo: Pronta io son - "Estoy dispuesta"; Vado, corro - "Voy, corro").

### Acto II
Un salón en la casa de Don Pasquale
Ernesto está solo, enterado del matrimonio y desconociendo los planes de Malatesta, se desespera y, deprimido, decide partir a tierras lejanas (R.: Povero Ernesto! - "¡Pobre Ernesto!"; A.: Cercherò lontana terra – "Buscaré una tierra lejana"; Cab.: E se fia che ad altro oggetto - "Y su por casualidad a otro objeto"). Esta aria es un buen ejemplo de aria de tenor, plena de tristeza y melódica, acompañada por un solo de trompeta. Abandona la habitación justo cuando entra Pasquale, vestido finamente, junto con su sirviente, a quien da instrucciones de que entre Malatesta en cuanto llegue. Se pasea con su gran vestuario, esperando en que disfrace su avanzada edad.
Don Pasquale recibe la visita del doctor y la de Norina, disfrazada, a la que presenta como su hermana, Sofronia, recientemente llegada de un convento. Pasquale queda rápidamente encantado con la bella muchacha, que está interpretando el papel de una modesta y sumisa dama, ante la satisfacción de Malatesta y la evidente satisfacción de Pasquale. (T.: Via, da brava - "Adelante, ten valor"). Don Pasquale quiere acordar el matrimonio inmediatamente. Norina da su consentimiento al matrimonio, lo que complace a Pasquale.  Malatesta hace entrar como "notario" a su primo Carlino. Sentándose, Carlino escribe un contrato de matrimonio dictado por Malatesta y Pasquale (T.: Fra da una parte... – "Por una parte...").  El contrato se escribe rápidamente: Pasquale firma pero, antes de que Norina pueda firmar, Ernesto irrumpe. Pretende dar su último adiós, y se queda sorprendido al ver a Norina a punto de casarse con Pasquale. Sin embargo, Malatesta le convence de que no diga nada (Figliol non mi far scene – "Hijo, no hagas una escena"; C.: Pria de partir, signore; E rimasto là impietrato - "Antes de partir, señor; Se ha quedado allí petrificado"), y se ve forzado a actuar como testigo final.
Don Pasquale firma un contrato de bodas con el cual dona a la joven la mitad de sus bienes. Apenas es firmado el contrato, Norina abadona sus pretensiones de docilidad, y rechaza el abrazo de Pasquale. Cambia inmediatamente su conducta, convirtiéndose en arrogante e impertinente. Anuncia su intención de enseñarle maneras, y tener a Ernesto como un galán que lo acompañe en sus salidas vespertinas. Pasquale está horrorizado por su transformación, mientras Malatesta y Ernesto apenas pueden ocultar su diversión. (È rimasto là impietrato – "Ahí está él, petrificado").  Reuniendo al personal de la casa, Norina recita una larga lista de demandas - más sirvientes (jóvenes y guapos), carruajes y caballos, muebles - e les instruye para que no reparen en gastos. Pasquale queda petrificado ante sus infortunios, de manera que Malatesta le urge a que se vaya a la cama, con una advertencia a Ernesto y Norina para que mantengan el engaño. Don Pasquale se siente engañado (Stretta: Son tradito, beffegiato - "Soy traicionado, burlado").

### Acto III
Escenas 1–5: Una habitación en casa de Don Pasquale
Don Pasquale está sentado en una habitación, rodeado por pilas de joyas recientemente adquiridas, vestidos y otras cosas semejantes, al tiempo que los sirvientes se apresuran entrando y saliendo del apartamento de Norina (I diamanti, presto presto – "Los diamantes, rápidamente, rápidamente"). Cansado de los gastos desmesurados de su mujer y de los continuos cambios en la casa, Pasquale reúne el coraje para enfrentarse a su tiránica nueva esposa. Sale Norina, vestida para salir al teatro. Él intenta razonar, pero ella le presta poca atención (D.: Signorina, in tanta fretta – "Señorita, con tanta prisa"). Exasperado prohíbe a su esposa que vaya al teatro esa noche, que si se va, puede que él no la deje regresar, una idea a la que ella responde con insinceridad (Via, caro sposino – "Vamos, querido maridito") y acaba dándole una torta.
Por otro lado, Norina le hará creer que además tiene un amante. Al salir, tira una nota que Pasquale recoge y lee. La nota se dirige a Sofronia, organizando un encuentro en el jardín con su autor admirador y anónimo. Desesperado, le dice a un sirviente que llame a Malatesta, antes de marcharse de la habitación.
Los sirvientes regresan y, entre ellos, todos juntos se quejan de la cantidad de trabajo que se les obliga a hacer, y ponen de manifiesto cuánto están disfrutando de la farsa que se desarrolla entre Pasquale y su nueva esposa (Cr.: Che interminabile andirivieni! – "¡Qué interminable ir y venir!"; Quel nipotino - "Ese sobrinillo"). Al acercarse Malatesta y Ernesto, sin embargo, salen, seguros de que más entretenimiento les espera. Malatesta recuerda a Ernesto los puntos principales de su plan, y el segundo se marcha. El doctor se adelanta a saludar a Pasquale, quien le habla de la asignación pretendida por Norina, y su propio plan de exponer su infidelidad ante un magistrado. Malatesta lo convence de moderar su plan y Pasquale, creyendo que él es un aliado, consiente en sus condiciones, mientras contempla su venganza sobre Norina (Aspetta, aspetta, cara sposina – "Espera, espera, querida esposa"). Entre los dúos y los tercetos de la obra, cabe destacar el dúo bufo Aspetta, aspetta, de Don Pasquale y Malatesta, en el cual el primero planea vengarse de Sofronia, mientras el segundo se burla del viejo (D.: Cheti, cheti - "Calladitos, calladitos"; Aspetta, aspetta - "Espera, espera").
Escenas 6–7: El jardín, junto a la casa de Pasquale
En el jardín, conforme se aproxima la noche, Ernesto canta una serenata a su bella amada mientras espera su llegada (Com'è gentil – "Cuán hermosa"). Al final, sale Norina, y ambos cantan un dúo de amor (Tornami a dir che m'ami – "Vuelve a decir que me amas"). El dúo Tornami a dir che m'ami, en el que Norina y Ernesto vuelven a jurarse amor, exige de los dos intérpretes un buen fraseo y habilidad vocal. Don Pasquale, junto a Malatesta, sale del escondite desde donde observaba toda la escena, Ernesto se cubre con una capa y sale corriendo a la casa. Pasquale intenta enfrentarse a Norina – la ha cogido in flagrante – pero esto sólo provoca una pelea que deja a Pasquale farfullando. Ella rechaza marcharse a petición suya, de manera que Malatesta, como si estuviera de acuerdo con Pasquale, se hace cargo. Pretendiendo negociar con Norina/Sofronia, le dice a Pasquale que la única manera de hacer que ella se marche sería permitir que Ernesto se case con su amada, a quien aparentemente "Sofronia" desprecia. Pasquale consiente, y llama a la casa, de la que salen Ernesto y los criados. Don Pasquale le anuncia, para hacer enojar a su esposa y convencerla de irse, que podrá casarse con Norina y que ella será la nueva señora de la casa. En este punto Malatesta revela que Norina es de hecho la mujer con la que Pasquale cree que está casado, mientras que la verdadera Sofronia está en un convento. El anciano, aliviado de ser liberado de la terrible esposa, perdona a todos y bendice el matrimonio entre Ernesto y Norina. Cuando todos están reconciliados, la moraleja de la historia – no hay que casarse de viejo – es revelada en un juguetón cuarteto (La moral di tutto questo – "La moraleja de todo esto"; Rondó: Bravo, bravo).

## Orquestación
La orquesta se halla compuesta por:
- 2 flautas (también flautín), 2 oboes, 2 clarinetes, 2 fagots
- 4 trompas, 2 trompetas, 3 trombones
- timbal, bombo y platillos
- cuerdas
- interinamente: Pandereta, 2 guitarras

## Análisis musical
Esta obra muestra claramente el talento melódico de Donizetti, su instinto para conectar con el público (como el que manifestó Rossini) y la madurez musical del compositor. Siguiendo los dictados estilísticos del belcantismo, la línea vocal de los personajes está muy cuidada, ahora que los efectos de conjunto se encuentran reforzados. El canto es el gran protagonista, exigiendo al cantante una gran agilidad vocal, exactitud en la afinación, largo fraseo y brillante virtuosismo. En la obra se encuentran los elementos definitorios de la ópera de este estilo: cavatinas, serenatas, nocturnos, dúos, tercetos y los concertantes o escenes de conjunto que cierran los actos, además de las arias y los recitativos acompañados de orquesta, por lo que se refiere a la transición entre las partes líricas y las narrativas más fluida y contribuye a que la acción avance más rápidamente, ya que los tres elementos (incluido el concertante) se reparten la tarea de avanzar en la acción, no como en la ópera anterior, lo que hacía nada más que el recitativo. Se refuerzan los números concertantes en frente de las arias, equiparando el papel de ambos dentro de la obra. Las arias se hacen más cortas y se añade al final una cabaleta, más rítmica y rápida.
La distribución de las voces en esta ópera (como en las bufas en general) es más natural: un bajo bufo con agilidad para realizar coloraturas para Don Pasquale; soprano y tenor para los jóvenes enamorados, Ernesto y Dorina, y un bajo o barítono para el intermediario, el doctor Malatesta.
La obertura con que comienza, que mantiene la antigua denominación de Sinfonía, recoge, como ya comenzaba a ser habitual en la ópera del XIX (y, todo, después de los postulados de la reforma de Gluck), temas que después cantaran los personajes: la serenata de Ernesto y la cavatina de Norina. Comienza con un tutti de la orquesta y después aparece el tema de la serenata distribuida para diferentes instrumentos (fagot, trompa, flauta y violonchelo).

## Grabaciones
| Año     | Elenco (Don Pasquale, Norina, Malatesta, Ernesto)                     | Director, Teatro de ópera y orquesta                                                                               | Discográfica                                 |
| ------- | --------------------------------------------------------------------- | --- | -------------------------------------------- |
| 1930–31 | Attilio Giuliani, Ines Alfani-Tellini, Lorenzo Conati, Christy Solari | Lorenzo Molajoli Coro y orquesta de La Scala, Milán                                                                | 78rpm records: Columbia Cat: GQX 10100-10105 |
| 1932    | Ernesto Badini, Adelaide Saraceni, Afro Poli, Tito Schipa             | Carlo Sabajno Coro y orquesta de La Scala                                                                          | CD: Arkadia Cat: 2CD 78017                   |
| 1964    | Fernando Corena, Graziella Sciutti, Tom Krause, Juan Oncina           | István Kertész Coro y orquesta de la Ópera estatal de Viena                                                        | CD: Decca "Originals" Cat: 897402            |
| 1978    | Donald Gramm, Beverly Sills, Alan Titus, Alfredo Kraus                | Sarah Caldwell Orquesta Sinfónica de Londres y Coro Ambrosiano                                                     | CD: EMI Cat: CDMB 5 66030-2                  |
| 1993    | Renato Bruson, Eva Mei, Sir Thomas Allen, Frank Lopardo               | Roberto Abbado Orquesta de la Radio de Múnich y Coro de la Radio de Baviera                                        | CD: RCA Cat: 09026 61924-2                   |
| 1994    | Ferruccio Furlanetto, Nuccia Focile, Lucio Gallo, Gregory Kunde       | Riccardo Muti Coro y orquesta de La Scala (Director escénico: Stefano Vizioli)                                     | DVD: TDK                                     |
| 2006    | Ruggero Raimondi, Isabel Rey, Oliver Widmer, Juan Diego Flórez        | Nello Santi Coro y orquesta de la Ópera de Zúrich (Grabación en video de una interpretación en la Ópera de Zúrich) | DVD: Decca Cat:000944109                     |